# Zotino Tall Tower Observation Facility
ZOTTO (Zotino Tall Tower Observation Facility, en français "Observatoire sur haute tour à Zotino") est le nom d'une tour sur laquelle ont été posés des équipements pour faire des mesures climatologiques et météorologiques à Zotino (Russie). La Tour ZOTTO a une hauteur de 304 m et a été construite en 2006.
Des instruments mesurent entre autres, la concentration en dioxyde de carbone et en méthane. Cette installation est prévue pour le long terme de manière à suivre l'évolution du climat.